# 中尾勝洋
中尾 勝洋（なかお まさひろ、1944年（昭和19年） - ）は日本の実業家。名鉄観光サービス株式会社取締相談役。同社の前代表取締役社長。

## 経歴
- 1966年 - 愛知大学法経学部経済学科卒業。
- 1966年 - 名古屋鉄道株式会社に入社。名鉄観光サービス株式会社に出向。
- 1992年 - 名鉄観光サービス株式会社取締役。
- 2001年 - 同常務。
- 2003年 - 同専務。
- 2005年 - 同代表取締役社長。
- 2010年 - 同取締相談役。

## 時代状況
中尾が社長に就任した2005年は、中部国際空港（セントレア）が開港し、愛・地球博なども開催されるなど、名古屋経済が活性化し旅行業界も大いに恩恵を受けた年であった。しかしながら、2001年のアメリカ同時多発テロに端を発した国際テロ問題は、依然として旅行業界にダメージを与えており、さらには SARS 感染問題、中国の抗日運動、H5N1型鳥インフルエンザなどの世界的大流行の恐れにいたるまで、次から次へと予期せぬ出来事が発生した多難な時代でもあった。外務省が行った海外安全情報によると「海外旅行に行く際に、滞在中の事故や病気、トラブルを避けるための知識や情報の相談先」の第1位は旅行業者で、全体の50％を占めていた。この結果を踏まえ、将来起こりうるリスクに対して、発生後の受動的な対応にとどまるのではなく、さらに前進させた積極的な情報収集体制を確立し、「いかにリスクを回避させ、そしてまた軽減させるか」をテーマにリスクマネージメントシステムの構築に積極的に取り組んだ。
2007年から始まった大量定年時代（団塊の世代）にターゲットを絞った商品開発に取り組んだ。いわゆる「シニアマーケット」への積極展開であるが、単にシニア層のニーズに合った商品企画、旅行先の最新情報の提供、旅行日程の管理能力の強化だけにとどまらず、顧客の健康管理対策（旅行医学の習得）に積極的に取り組んだのである。具体的には、旅行医学を習得した日本旅行医学会認定の添乗員を育成し、彼らを添乗させることで、健康に不安を抱えるシニア層でも安心して利用できる旅行を提供した。